# Murcia Open 1977
Il Murcia Open 1977 è stato un torneo di tennis giocato sulla terra rossa. È stata la 1ª edizione del torneo, che fa parte del Colgate-Palmolive Grand Prix 1977. Si è giocato a Murcia in Spagna dall'11 al 17 aprile 1977.

## Campioni

### Singolare maschile
José Higueras ha battuto in finale  Buster Mottram con il punteggio di 6–4 6–0 6–3

### Doppio maschile
Patrice Dominguez /  François Jauffret hanno battuto in finale  Patricio Cornejo /  Hans Gildemeister con il punteggio di 7–5, 6–2